# Neil Finn
Neil Mullane Finn, född 27 maj 1958 i Te Awamutu i Waikato, Nya Zeeland, är en nyzeeländsk musiker och sångare som under många år var den ledande medlemmen i Crowded House, men han har även spelat in soloalbum. Finn var även med i Split Enz i början av 1980-talet.
Neil Finn skrev nästan alla Crowded House' låtar och sjöng samtliga. 
2007 återvände Crowded House med Neil i spetsen med albumet Time On Earth.  
2012 gjorde han låten "Song of the Lonely Mountain" till Hobbit: En oväntad resa, som kommer i eftertexterna.

## Diskografi
Album under namnet "Finn" eller "The Finn Brothers" (med Tim Finn)
- Finn (1995)
- Everyone Is Here (2004)

Soloalbum
- Try Whistling This (1998)
- One Nil (2001)
- 7 Worlds Collide (2001) (2-CD, live)
- The Sun Came Out (2004)
- Goin' Your Way (2013) (live, med Paul Kelly)
- Dizzy Heights (2014)
- Out of Silence (2017)